# Nabangou
Cet article possède un paronyme, voir Nagbangou.
Nabangou est une commune située dans le département de Soudougui de la province de Koulpélogo dans la région du Centre-Est au Burkina Faso.

## Santé et éducation
Nabangou accueille un centre de santé et de promotion sociale (CSPS).